# Pierre Gatier
Pierre Louis Antoine Gatier, né à Toulon le 12 janvier 1878, et mort à Joigny (Yonne) le 15 octobre 1944, est un peintre et graveur français.

## Biographie
Pierre Gatier suit une formation artistique à l'École des beaux-arts de Toulon, puis à l'École nationale supérieure des beaux-arts de Paris où il est l'élève de Joseph Blanc, puis de Fernand Cormon.
Il célèbre dans ses œuvres la vie parisienne de la Belle Époque et expose au Salon des artistes français de 1903 à 1907. Il ne s’intéresse pas aux monuments de la ville, mais à la vie sociale des lieux en vogue (Champs-Élysées, rue de la Paix, hippodrome de Longchamp, etc.).
Le 30 mars 1907, il est nommé peintre officiel de la Marine : il réalise alors des vues de Toulon et de son environnement, et rend compte de diverses actualités comme le Naufrage du Kniaz Souvorov à la bataille russo-japonaise de Tsushima.
Après la Première Guerre mondiale, il s'installe à Parmain (Val-d'Oise), mais la crise de 1929 l'oblige à abandonner provisoirement la peinture et à revenir à Toulon où il travaille en 1931 au camouflage des ouvrages côtiers de la Marine, notamment à l'île de Porquerolles. Il participe à l'Exposition universelle de 1937 à Paris où il décore le palais de l'Air. Atteint de diabète dès 1941, il meurt à l'hôpital de Joigny.

## Œuvres dans les collections publiques

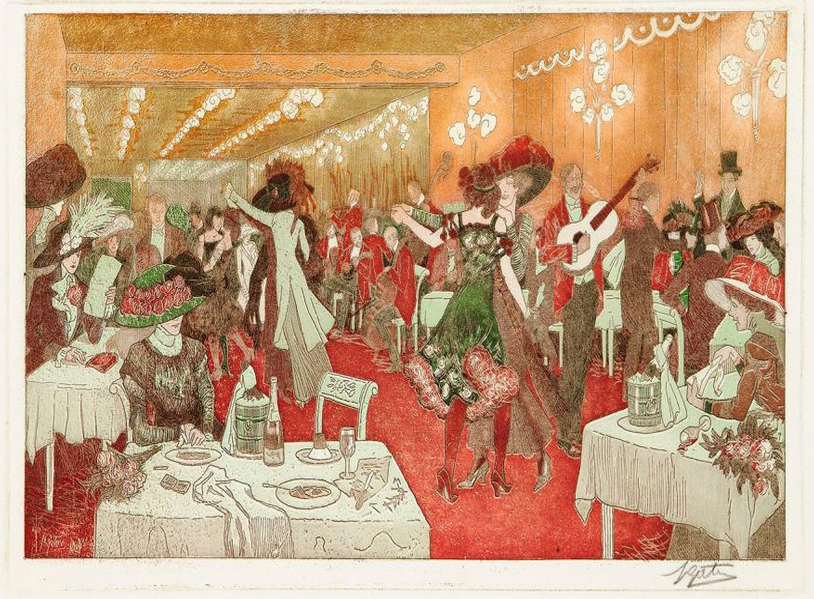
Le Monde de la noce (1909), eau-forte et technique mixte.

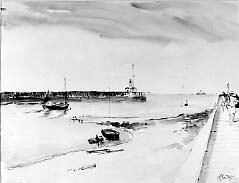
Entrance of Boulogne (s.d.), huile sur toile, New York, MET.

- L'Isle-Adam, musée d'art et d'histoire Louis-Senlecq : 
  - Pont du Cabouillet L'Isle Adam ; effet de neige, huile sur toile[2] ;
  - Vue sur Parmain (en face de l'hôtel Conti), huile sur toile[3]
  - Autoportrait Pierre Louis Antoine Gatier, estampe[4] ;
  - Église d'Amblainville, estampe[5] ;
  - Église de Mériel, estampe[6] ;
  - La Garenne, estampe[7] ;
  - Le Chasseur, estampe[8] ;
  - Le Mariage à la campagne, estampe[9] ;
  - Maffliers, estampe[10] ;
  - Portrait de Maurice Pichon, estampe[11] ;
  - Ru aux canards, source du Sausseron, estampe[12] ;
  - Sous la lampe de quartz, estampe[13] ;
  - Yvonne, estampe[14] ;
  - Hommes réparant un bateau, estampe[15] ;
  - La Péniche à voile, estampe[16] ;
  - Faire-part de fiançailles, estampe[17] ;
  - Invitation, estampe[18] ;
  - Le Café sous l'orage, estampe[19] ;
  - Paysage avec église sous l'orage, estampe[20] ;
  - Vue de Jouy-le-Comte depuis la rue du Mal Foch, estampe[21].

- Toulon, musée d'art : 
  - Le Chemin de Méjean, eau-forte ;
  - Le Mont Caume, eau-forte ;
  - Le Revest, eau-forte ;
  - Clipper américain, pointe sèche ;
  - Vieux Brick, pointe sèche ;
  - Cargo à moteur, pointe sèche.